# Campephaga
Campephaga es un género de aves paseriformes perteneciente a la familia de los orugueros (Campephagidae).

## Especies
El género contiene cuatro especies:
- Campephaga petiti – oruguero de Petit;
- Campephaga flava – oruguero hombroamarillo;
- Campephaga phoenicea – oruguero hombrorrojo;
- Campephaga quiscalina – oruguero purpúreo.